# Quirindi
Quirindi – miasto w Australii, w stanie Nowa Południowa Walia.